# The Blues Brothers
Cet article concerne le groupe. Pour le film de John Landis, voir Les Blues Brothers (film).
 (mai 2024).
Si vous disposez d'ouvrages ou d'articles de référence ou si vous connaissez des sites web de qualité traitant du thème abordé ici, merci de compléter l'article en donnant les références utiles à sa vérifiabilité et en les liant à la section « Notes et références ».
The Blues Brothers est un groupe américain de blues et soul, originaire de Calumet City, dans l'Illinois. Il est composé des comédiens Dan Aykroyd et John Belushi et de quelques-uns des plus grands musiciens de blues. C'est également le titre d'un film sorti en 1980, racontant l'histoire fictive de ce groupe.

## Histoire

### Origines et débuts
John Belushi (alias Jake « Joliet » E. Blues, chanteur) et Dan Aykroyd (alias Elwood J. Blues, chanteur et joueur d'harmonica), tous les deux membres de l'équipe originale de l'émission de télévision Saturday Night Live (SNL) de la chaîne NBC, créent The Blues Brothers et leurs identités fictives au début de 1976 pour chauffer le public du SNL.
Les Blues Brothers font leur première apparition en direct dans SNL, avec Belushi et Aykroyd dans les costumes d'abeilles qu'ils portaient normalement pour le sketch Killer Bees et interprétant I'm a King Bee de Slim Harpo. Devant le succès populaire, les Blues Brothers apparaissent de façon semi-régulière dans les semaines suivantes. L'aspect humoristique repose en partie sur l'image de deux hommes habillés de costumes noirs et ayant l'air de tueurs à gages mafieux, qui soudain explosent en chansons et danses énergiques.
Jake et Elwood sont appuyés par des musiciens de qualité, comme le guitariste Steve Cropper et le bassiste Donald « Duck » Dunn, tous deux issus du groupe Booker T. and the M.G.'s, ainsi que par Matt « Guitar » Murphy.
Les Blues Brothers enregistrent leur premier album, Briefcase Full of Blues, en 1978 lors de la première partie de l'acteur-humoriste Steve Martin à Los Angeles. L'album devient disque de platine ; il comprend les titres Soul Man et Rubber Biscuit qui figurent tous les deux dans le Top 40.
En 1980, sort au cinéma le film Les Blues Brothers, réalisé par John Landis, avec en vedettes invitées Aretha Franklin, James Brown, Cab Calloway, Ray Charles, John Lee Hooker, Carrie Fisher, Frank Oz, Steven Spielberg, John Candy, Joe Walsh, Pinetop Perkins et Chaka Khan. Paul Reubens, créateur du personnage Pee-wee inconnu à l'époque, y joue le petit rôle d'un serveur. L'intrigue se déroule à Chicago et dans sa région.
Les Blues Brothers partent en tournée la même année pour promouvoir le film, qui remporte un énorme succès. Jake et Elwood sortent leur troisième album, Made in America, dont le titre Who's Making Love qui figure dans le Top 40.

### Albums
Le 5 mars 1982, Belushi, devenu cocaïnomane, meurt à Hollywood d'une surdose de speedball. En 1988, Cropper, Dunn, Murphy et d'autres musiciens reforment le groupe pour une tournée mondiale. Les Blues Brothers sortent un album en 1992 intitulé Red White and Blues, avec comme invité Elwood Blues. Dan Aykroyd lance sa franchise House of Blues, une chaîne internationale de clubs de blues. Sous l'identité d'Elwood, il anime la House of Blues Radio Hour.
Un second film sort en 1998, Blues Brothers 2000, John Goodman jouant le deuxième frère Blues aux côtés de Dan Aykroyd. Il est dédié à John Belushi, Cab Calloway et John Candy.
Le groupe continue à se produire dans le monde, notamment en France le 17 juillet 2003 au festival Les 14e Nuits de la Guitare de Patrimonio (Corse), à Bonneville (Haute-Savoie) le 20 juillet 2013, concert diffusé en direct sur Arte Live Web, ainsi qu'à l'American Festival de Tours (Indre-et-Loire) le 1er juillet 2016.  
Aykroyd anime une émission de radio sous les traits de son personnage Elwood Blues dans le cadre de l'émission hebdomadaire House of Blues Radio Hour, diffusée à l'échelle nationale sur Dial Global Radio Network jusqu'en 2017. Cette émission a été remplacée par The Sam T. Blues Revue, diffusée les mercredis soir sur KHBT.

## Membres

### Membres d'origine
- « Joliet » Jake Blues (†) - chant
- Elwood Blues - chant et harmonica
- Steve « The Colonel » Cropper - guitares solo et rythmique, membre de Booker T. and the M.G.'s
- Donald « Duck » Dunn (†) - guitare basse,  membre de Booker T. and the M.G.'s
- Murphy Dunne - piano (amené à jouer dans le film en raison de l'engagement de Paul Shaffer parti en tournée avec Gilda Radner à l'été 1980)
- Willie « Too Big » Hall (en) - batterie et percussions, membre de The Bar-Kays et Isaac Hayes
- Steve « Getdwa » Jordan - batterie et percussions (Saturday Night Live Band)
- Birch « Crimson Slide » Johnson (en) - trombone, n'apparait pas dans le film
- Tom « Bones » Malone - trombone, trompette et saxophone (Saturday Night Live Band)
- « Blue » Lou Marini - saxophone (Saturday Night Live Band)
- Matt « Guitar » Murphy (†) - guitares solo et rythmique
- Alan « Mr. Fabulous » Rubin (†) - trompette (Saturday Night Live Band)
- Paul « The Shiv » Shaffer - piano
- Tom « Triple Scale » Scott - saxophone (n'apparait pas dans le film)

### Autres membres
- James Belushi alias Zee Blues - chant
- John Goodman alias « Mighty » Mack Mc Teer - chant
- J. Evan Bonifant alias Buster Blues - chant et harmonica
- Joe Morton alias Cabel Chamberlain - chant
- Sam Moore
- Eddie Floyd
- Tommy Mc Donnel
- Birch Slide
- Alto Reed
- Anton Fig
- John Tropea
- Rob Papparozzi
- Larry Thurson
- Danny Gottlieb

## Discographie
- 1978 : Briefcase Full of Blues (Rhino Records/Atlantic Records)
- 1980 : The Blues Brothers: Music from the Soundtrack (Atlantic Records)
- 1980 : Made in America (Atlantic Records)
- 1980 : Live at the Universal Amphitheater (Bootleg)
- 1981 : Best of Blues Brothers (Atlantic Records)
- 1988 : Everybody Needs Somebody to Love (WEA)
- 1988 : Great Outdoors Soundtrack (Atlantic Records)
- 1989 : Live in Montreux (WEA)
- 1992 : Blues for You (Live in Montreux Bootleg) (RRC)
- 1992 : Otis, Onions And The Blues (Montreux Jazz Festival Bootleg)
- 1992 : Red White & Blues (Atlantic Records)
- 1992 : The Definitive Collection (Atlantic Records)
- 1995 : Best of The Blues Brothers Remastered (Atlantic Records)
- 1995 : The Very Best of the Blues Brothers
- 1996 : Live on New Year's Eve
- 1997 : Blues Brothers and Friends - Live from Chicago's House of Blues
- 1997 : Live in Las Vegas (Las Vegas HOB Bootleg)
- 1997 : Highlights (Griffin)
- 1997 : Blues Brothers 2000
- 1998 : Complete (Warner Music Group)
- 1998 : Intégrale en 2 CD
- 2002 : Blues Brothers Band - Live at Montreux Casino Traditional Line
- 2003 : The Essentials (Rhino Records/Warner Music Group)
- 2004 : The Definitive Collection (Warner Music Group)
- 2005 : Gimme Some Lovin and Other Hits (Flashback)
- 2007 : Complete [Japan version] (Wicked Pictures)
- 2017 : The Last Shade of Blue Before Black